# Dysonia ornata
Dysonia ornata är en insektsart som beskrevs av Piza Jr. 1951. Dysonia ornata ingår i släktet Dysonia och familjen vårtbitare. Inga underarter finns listade i Catalogue of Life.